# البيرين (يهر)

تعديل مصدري - تعديل

البيرين هي إحدى قرى عزلة يهر بمديرية يهر التابعة لمحافظة لحج، بلغ تعداد سكانها 3 نسمة حسب تعداد اليمن لعام 2004.